# Aslı Sümen

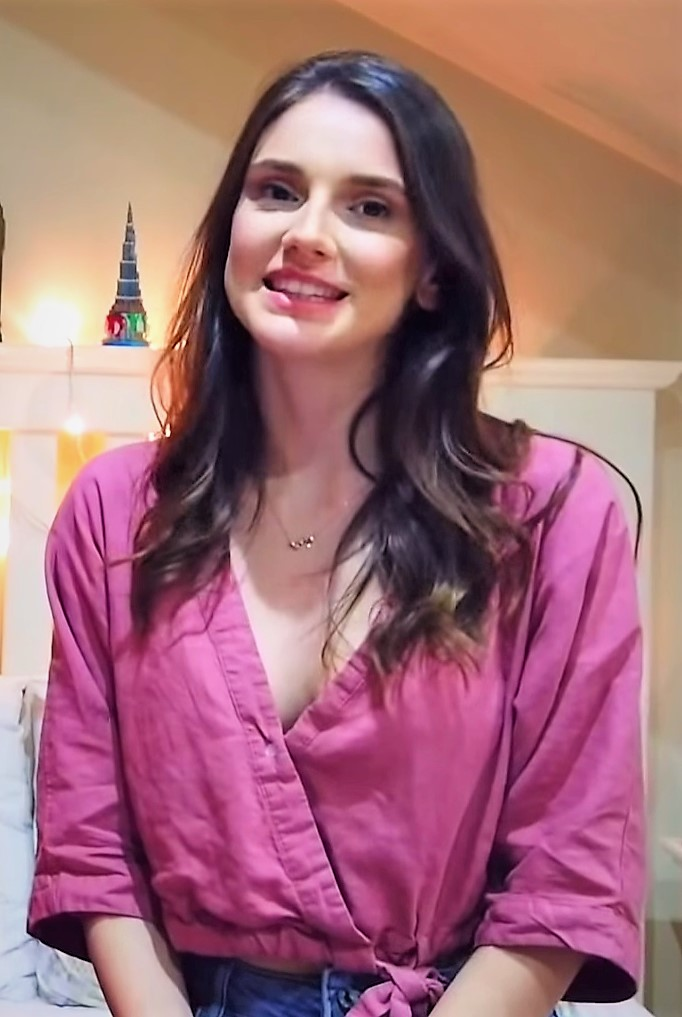
Aslı Sümen, 2019

Aslı Sümen (* 1993 oder 1994 in Mersin) ist eine türkische Schauspielerin, Model und Gewinnerin eines Schönheitswettbewerbs.

## Leben und Karriere
Sümen wurde 1993 bzw. 1994 in Mersin geboren. Sie studierte an der Technischen Universität des Nahen Ostens. Danach war sie Tänzerin und Model.
Itır Esen wurde ursprünglich als Miss Turkey 2017 gewählt und Sümen war zweite, aber wegen Esens kontroversen Tweets zu dem Putschversuch in der Türkei 2016 wurde die Erstplatzierung am 26. November 2017 an Sümen weitergegeben.
2021 spielte Sümen in der Fernsehserie Baht Oyunu die Tuğçe Dikman. Danach trat sie 2022 in der Serie Erkek Severse als Ezgi Uysal auf. Anschließend spielte Sümen in der Serie Gülümse Kaderine, die nach fünf Folgen abgesetzt wurde.

## Filmografie
Fernsehserien
- 2021: Baht Oyunu
- 2022: Erkek Severse
- 2022: Gülümse Kaderine